# دروغ اول آوریل (فیلم ۲۰۰۷)
«دروغ اول آوریل» (انگلیسی: April Fools (2007 film)) فیلمی در ژانر ترسناک و اسلشر است که در سال ۲۰۰۷ منتشر شد. از بازیگران آن می‌توان به دایا وایدیا اشاره کرد.